# Pokrajina Rieti
Pokrajina Rieti (v italijanskem izvirniku Provincia di Rieti, izg. Provinča di Rijeti) je ena od petih pokrajin, ki sestavljajo italijansko deželo Lacij. Meji na severu z deželo Umbrija, na vzhodu z deželama Marke in Abruci, na jugu z metropolitanskim mestom Rim in na zahodu s pokrajino Viterbo.

## Večje občine
Glavno mesto je Rieti, ostale večje občine so (podatki 31.10.2007):
| Občina         | Prebivalcev |
| -------------- | ----------- |
| Rieti          | 46.834      |
| Fara in Sabina | 11.737      |
| Cittaducale    | 6.799       |
| Poggio Mirteto | 5.440       |
| Borgorose      | 4.541       |

## Naravne zanimivosti
V pokrajini je več naravnih in umetnih jezer, ki so večinoma zaščitena področja. Kot zanimivost je vredno omeniti tudi jezeri Salto in Turano, ki ležita na 536 m nadmorske višine. Ustvarjeni sta bili med letoma 1939 in 1940 z zajezitvijo istoimenskih rek in poplavo dveh dolin. Povezuje ju 9 km dolg podvodni kanal in skupaj dobavljata vodo hidroelektrarnam, ki oskrbujejo pokrajino. Medtem ko je jezero Turano obširno (5,6 km²), a sorazmerno plitvo, je Salto skoraj 90 metrov globoko. Jez, ki ga zadržuje, je vsled tega skoraj 95 metrov visok in je bil v času dograditve najvišji v Italiji. Razen pomena, ki ga imata jezeri za preskrbo elekrične energije, sta velike važnosti tudi za športni ribolov, saj vsebujeta velike količine rib, kar je pripomoglo k naglemu razvoju turizma.
Seznam zaščitenih področij v pokrajini:
- Narodni park Gran Sasso e Monti della Laga (Parco nazionale del Gran Sasso e Monti della Laga)
- Naravni rezervat Monte Navegna e Monte Cervia (Riserva naturale Monte Navegna e Monte Cervia)
- Naravni rezervat Nazzano,Tevere - Farfa (Riserva naturale di Nazzano,Tevere - Farfa)
- Naravni rezervat Montagne della Duchessa (Riserva naturale delle Montagne della Duchessa)
- Mokrišče Laghi Lungo e Ripasottile (Riserva naturale dei Laghi Lungo e Ripasottile)

## Zgodovinske zanimivosti
Benediktinska opatija Farfa v občini Fara in Sabina je bila zgrajena v petem stoletju na razvalinah starorimske vile in bližnjega poganskega templja. Okoli leta 600 so jo Langobardi porušili, a kmalu je bila obnovljena in v teku stoletij se je vedno bolj širila. Ker se je nahajala med Kneževino Spoleto in Papeško državo, je s časom pridobila veliko ozemlja, ki so ji ga razni papeži poklanjali za utrditev svojih meja. Vzporedno z ozemljem sta rastla tudi ugled in politična pomembnost opatije. Največjo važnost je dosegla v osmem stoletju, ko jo je vodil opat Sicardo, sorodnik Karla Velikega. V tem obdobju so bila izvršena velika gradbena dela na vseh poslopjih opatije in največ na cerkvi, ki je bila opremljena z "westwerkom", kar je skoraj edini primer te stavbe v Italiji. Ker je pa opatija vedno služila predvsem kot bivališče menihov in versko središče, se je arhitektura naglo spreminjala in se prilagajala vsakdanjim potrebam. Od mogočnih del karolinškega tipa je do današnjih dni ostal le podstavek cerkvenega zvonika.